# プロトケラトプスとヴェロキラプトルの格闘の化石

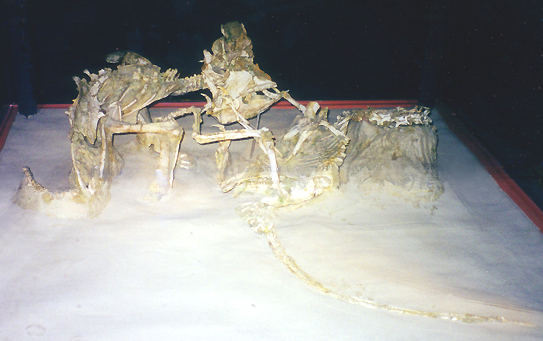
プロトケラトプス（左）とヴェロキラプトル（右）の格闘の化石

プロトケラトプスとヴェロキラプトルの格闘の化石（プロトケラトプスとヴェロキラプトルのかくとうのかせき）とは、1971年にゴビ砂漠にて発掘された、プロトケラトプスとヴェロキラプトルが組み合った状態の化石である。ヴェロキラプトルの左手がプロトケラトプスのフリルに引っ掛けられ、左足はプロトケラトプスのお腹に蹴り込まれ、右腕はプロトケラトプスにかまれているという生々しい格闘を今に残している。恐竜同士の格闘がそのまま化石になるというのは非常に稀なことであるため、図鑑などで掲載され、イラストが描かれるほど有名である。闘争化石や格闘化石とも呼ばれる。

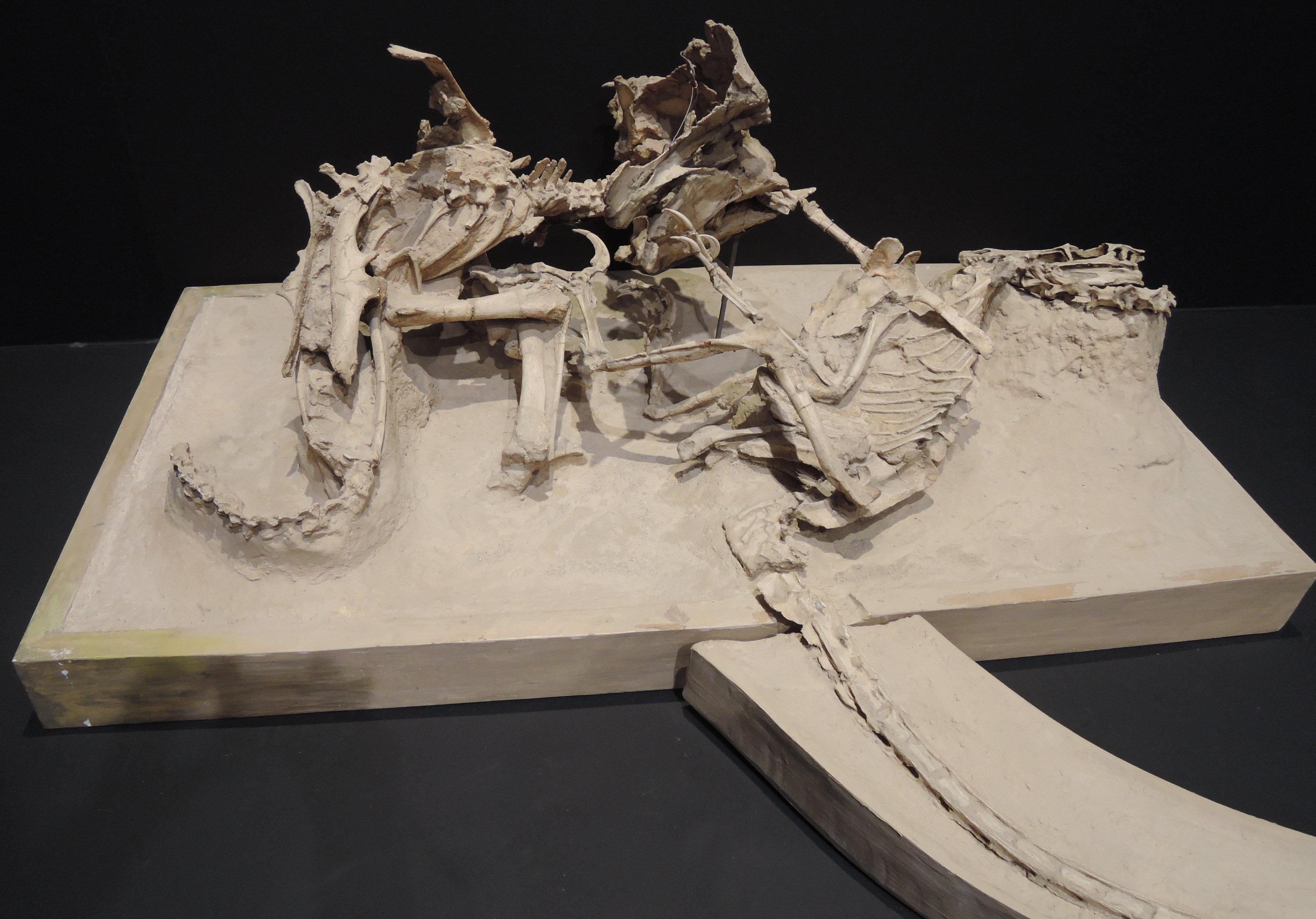
名古屋市科学館に展示されている格闘化石のレプリカ

## 発見

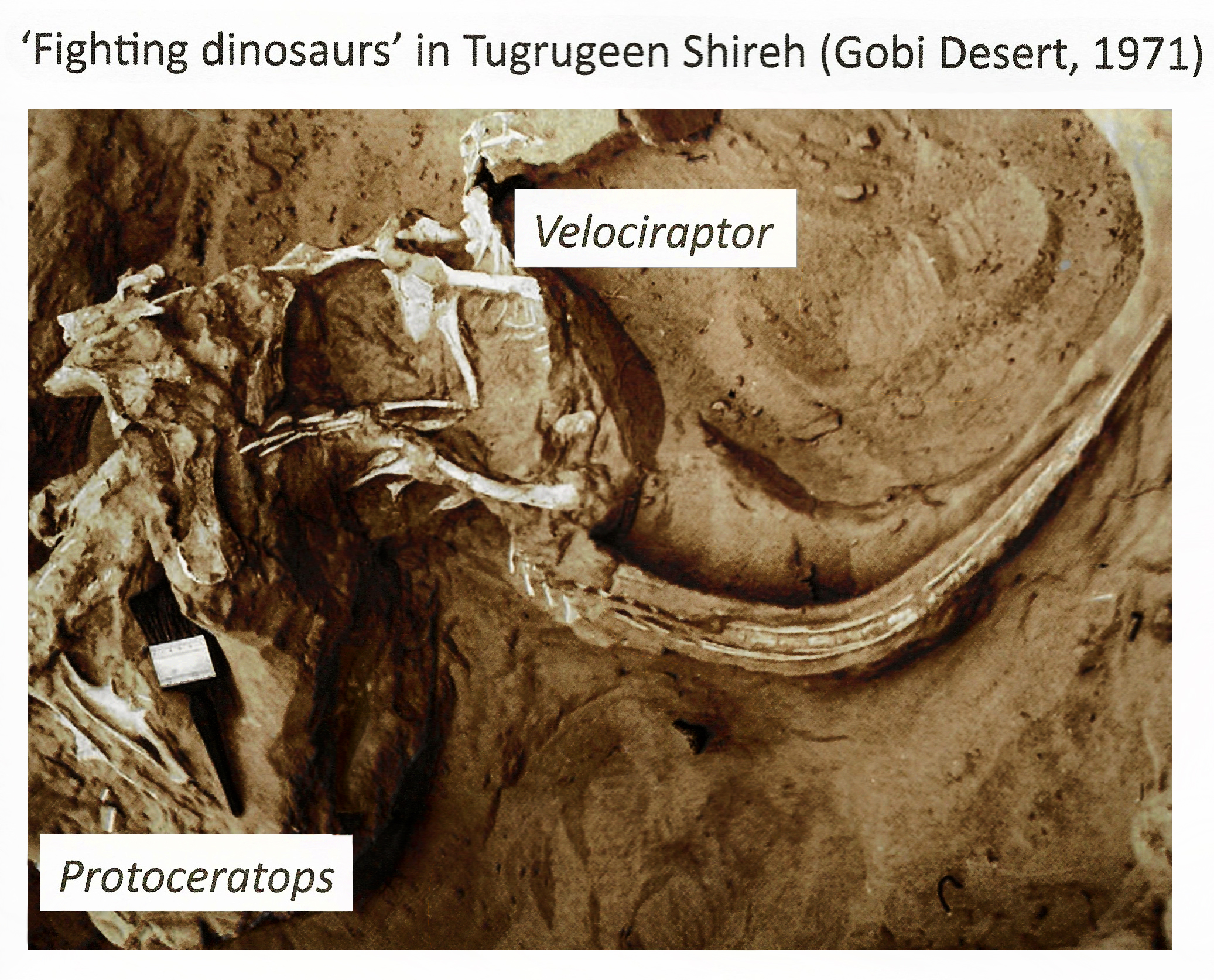
1971に発見された格闘化石

1963年から1971年にかけて、ポーランド人民共和国（現：ポーランド共和国）とモンゴル人民共和国（現：モンゴル国）の共同チームによりゴビ砂漠の発掘調査が行われた。1971年には白亜紀後期の地層に当たるジャドフタ層とネメグト層（en:Nemegt Formation）を中心に調査が行われ、ネメグト層の下層部を発見している。そしてその年の8月3日、古生物学者トーマス・ジェルジキェヴィッツ（Tomasz Jerzykiewicz）、マチェイ・クチンスキー（Maciej Kuczyński）、テレサ・マリヤンスカ（en:Teresa Maryańska）、エドワード・ミラノフスキ（Edward Miranowski）、アルタンゲレル・ペルレ（Altangerel Perle）、ヴォイチェフ・スカシニスキ（Wojciech Skarżyński）からなる調査チームはフィールドワーク中に、この闘争化石を含むブロックをジャドフタ層より発見した。このブロック内の個体はすぐにプロトケラトプス・アンドリューシ（Protoceratops andrewsi）とヴェロキラプトル・モンゴリエンシス（Velociraptor mongoliensis）だと識別された。どのような状況で化石化したかはともかく、体勢から考えて二匹は死闘の末に命を落としたであろうことは明らかであった。
堆積物上にプロトケラトプスの頭蓋骨の破片が重なり合っていたため、その場に化石が存在することが明らかとなり、最終的に発掘されるに至った。この化石はすぐに有名になり、the Fighting Dinosaursの名前で知られるようになった。現在、プロトケラトプスの個体は標本番号MPC-D 100/512、ヴェロキラプトルの個体は標本番号MPC-D 100/25としてモンゴル古生物学センター（Mongolian Paleontological Center）に目録されている。

## 論争

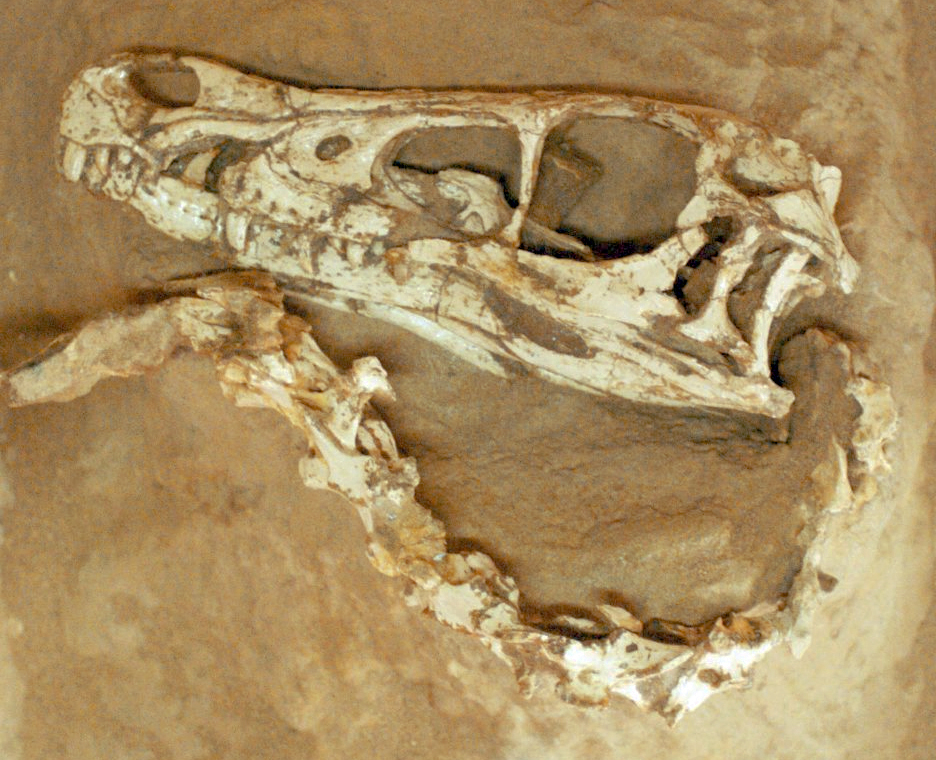
標本番号MPC-D 100/25（ヴェロキラプトル・モンゴリエンシス）の頭蓋骨

1974年、モンゴルの古生物学者リンチェン・バルスボルドは、両者がともに流砂状になった湖底に沈んだか、沼のような水域に落ちたかして、水中での闘争状態のまま化石化したのではないかと推測した。また、1993年にはポーランドの古生物学者ハルツカ・オスモルスカ（en:Halszka Osmólska）は、死闘の最中に生じた砂丘の崩壊によって生き埋めになったのではないかという説を提唱した。さらには、この化石は闘争の瞬間を記録したものではなく、ヴェロキラプトルはプロトケラトプスの死体を食べようとしたところで何らかの理由で死亡してしまい、たまたま戦っているかのような体勢で化石化したのではないかという説も提唱された。
その後の1995年、デイヴィッド・M・アンウィン（David M. Unwin）らが、この化石の2体には同時に死亡したとみなせる痕跡が多数存在するため、屍肉食仮説は誤りであると示した。例えば、プロトケラトプスは半ば立ち上がった状態であり、頭蓋骨は水平に向いているが、この体勢はプロトケラトプスが既に死んでいた場合には不可能であること。ヴェロキラプトルは右腕をプロトケラトプスの顎に噛みつかれており、左腕はプロトケラトプスの頭蓋骨、足は獲物の腹部と喉を向いた状態で地面に横たわっており、屍肉食をしていた体勢とは考えづらいことなどである。アンウィンらはまた化石の周辺の堆積物を調査し、ヴェロキラプトルがプロトケラトプスを襲ったところで砂嵐か何かのために二匹は生き埋めになったと結論づけた。プロトケラトプスはうずくまって激しい砂嵐をやり過ごそうとしており、ヴェロキラプトルはそこを狙って狩りをしていたのではないかとも彼らは推測している。

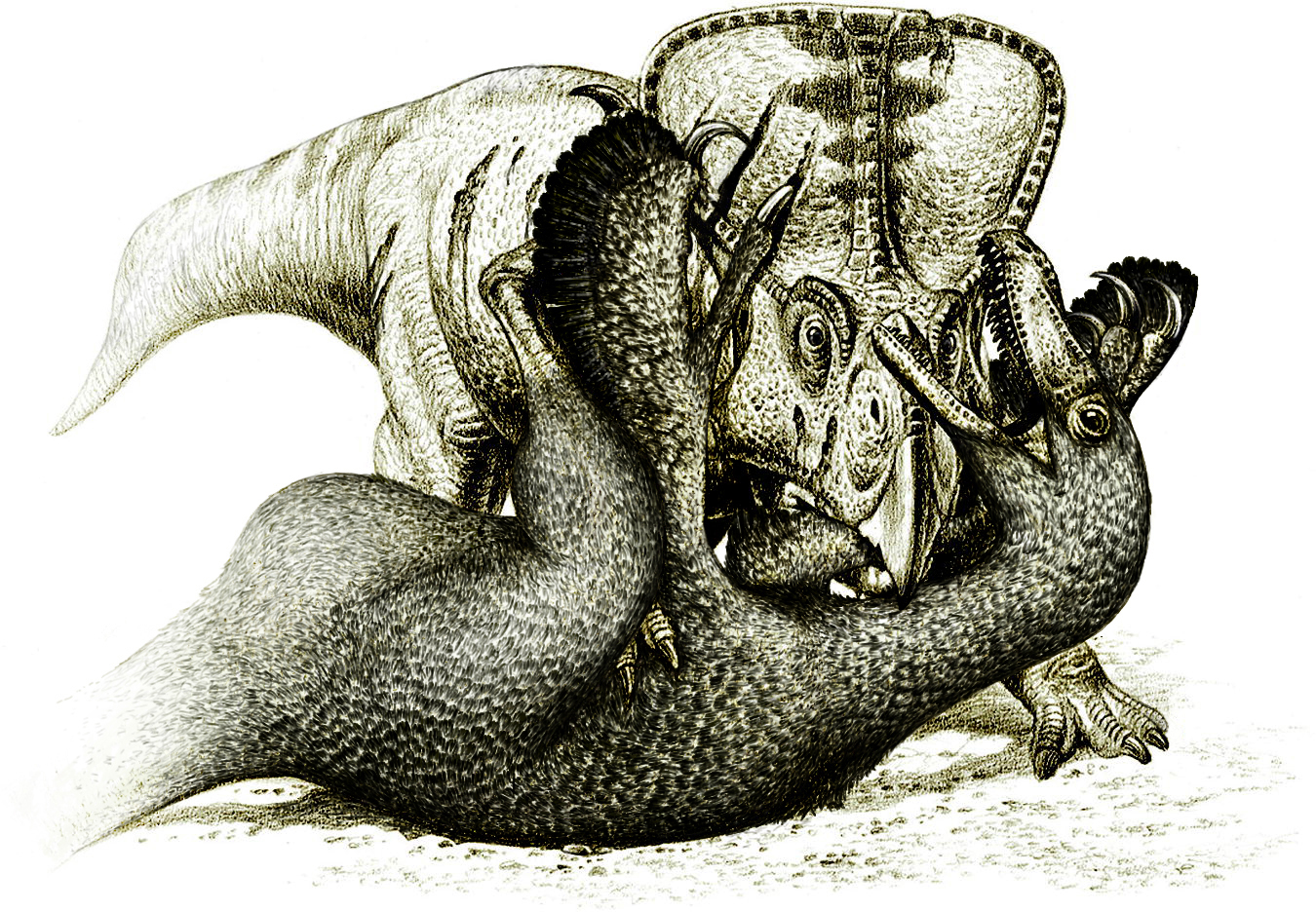
化石を基に復元された想像図

1998年にはケネス・カーペンターが、ヴェロキラプトルがプロトケラトプスの喉に複数の傷を負わせて失血死させたが、最期の抵抗としてプロトケラトプスが捕食者の右腕に噛みついたままのしかかったことでヴェロキラプトルも動けなくなり、最終的にヴェロキラプトルも干からびるに至ったのではないかという説を提唱した。また、プロトケラトプスの手足に化石が見つかっていない部分があるのは、死亡後に屍肉食者によって引きちぎられたためではないか、ヴェロキラプトルの方は比較的完全に残っているのは、ヴェロキラプトルの方は全体あるいは一部が最初から砂に埋もれていたためではないかとも考えた。カーペンターは、この化石は現生鳥類以外の獣脚類が単なる屍肉食者ではなく捕食者であったことを示す証拠であると結論づけている。

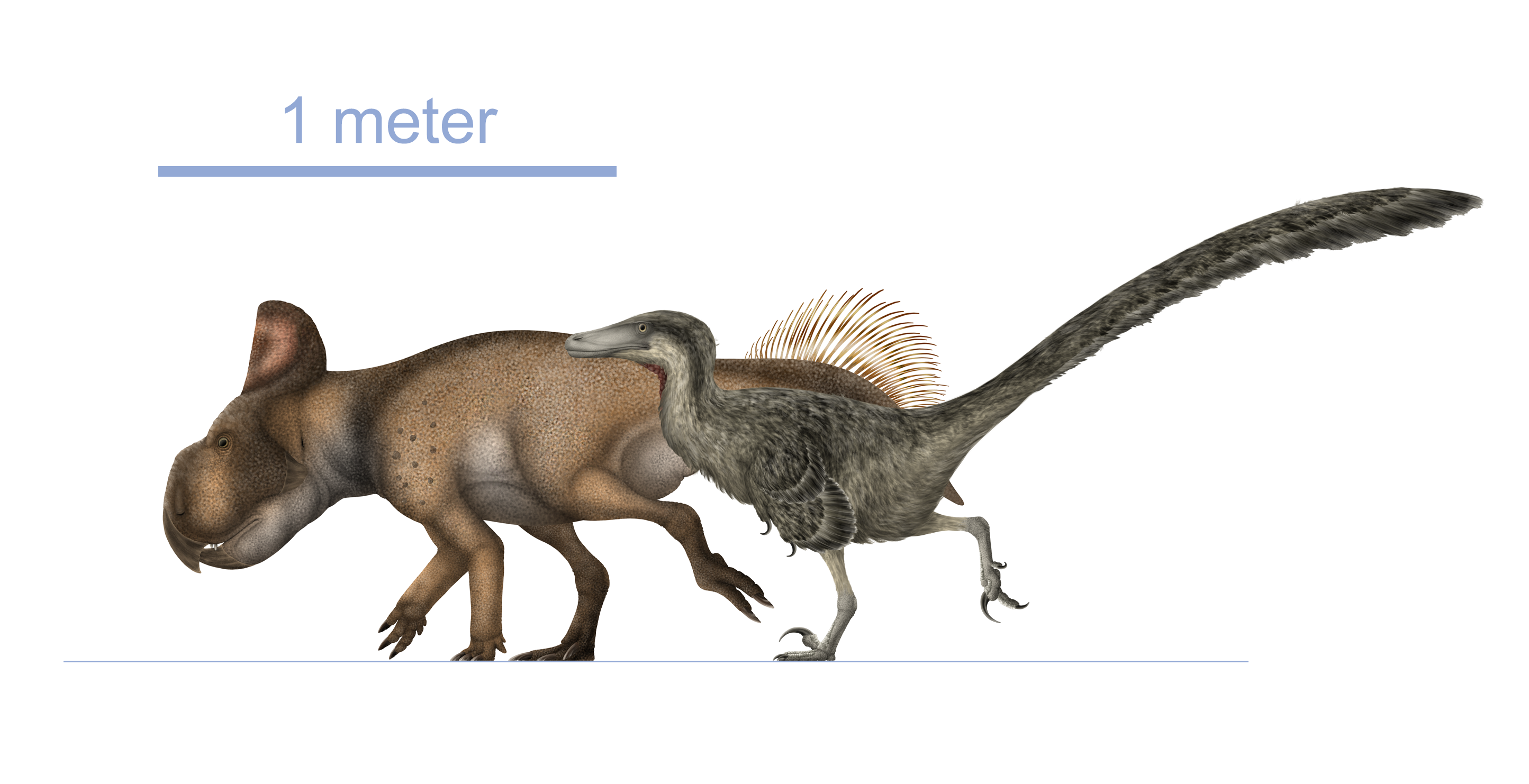
プロトケラトプスとヴェロキラプトルの大きさ比較

2016年にはバルスボルドがプロトケラトプスの両方の烏口骨には胸帯の破壊を示す小さな骨片があり、右前肢と肩甲烏口骨は胴体に対して左と後ろに引きちぎられているという異常が見られることを報告した。彼は、胸部と右前肢の顕著な変位は、それらを引きちぎろうとした外力によって引き起こされたと結論付けた。バルスボルドは、プロトケラトプスがいくつかの体の部分を失っていることを考えると、プロトケラトプスとヴェロキラプトルの両者が死亡もしくは動けなくなった時点で屍肉食者がプロトケラトプスを襲ったことが、プロトケラトプスの体にこうした異常が見られるようになった原因ではないかと考えた。また、プロトケラトプスは群れで生息していたと考えられているため、別の仮説として、群れのメンバーがすでに埋まっているプロトケラトプスを引き抜こうとしたことで、手足の脱臼を引き起こしたのではないかという考えもある。ただしバルスボルドは、後者の解釈を裏付けるような痕跡は存在しないとも指摘している。最後に彼は、この闘いの経過を次のように復元している。プロトケラトプスはヴェロキラプトルを地面に叩きつけ、ヴェロキラプトルは足の鉤爪でプロトケラトプスの喉と腹部を傷つけ手の爪で頭を掴んだ。闘いは最終的にヴェロキラプトルがプロトケラトプスの下で地面に背をつける形となり、その後両者は埋もれることとなった。両者が埋もれた後に、プロトケラトプスの群れか屍肉食者のいずれかが、埋もれた状態のプロトケラトプスを左と後ろに引きちぎったため、プロトケラトプスとヴェロキラプトルはわずかに分離した形で化石化することになった。